# Gymnomitrion crenatilobum
Gymnomitrion crenatilobum là một loài Rêu trong họ Gymnomitriaceae. Loài này được Grolle mô tả khoa học đầu tiên năm 1966.